# Schloss Sully-sur-Loire

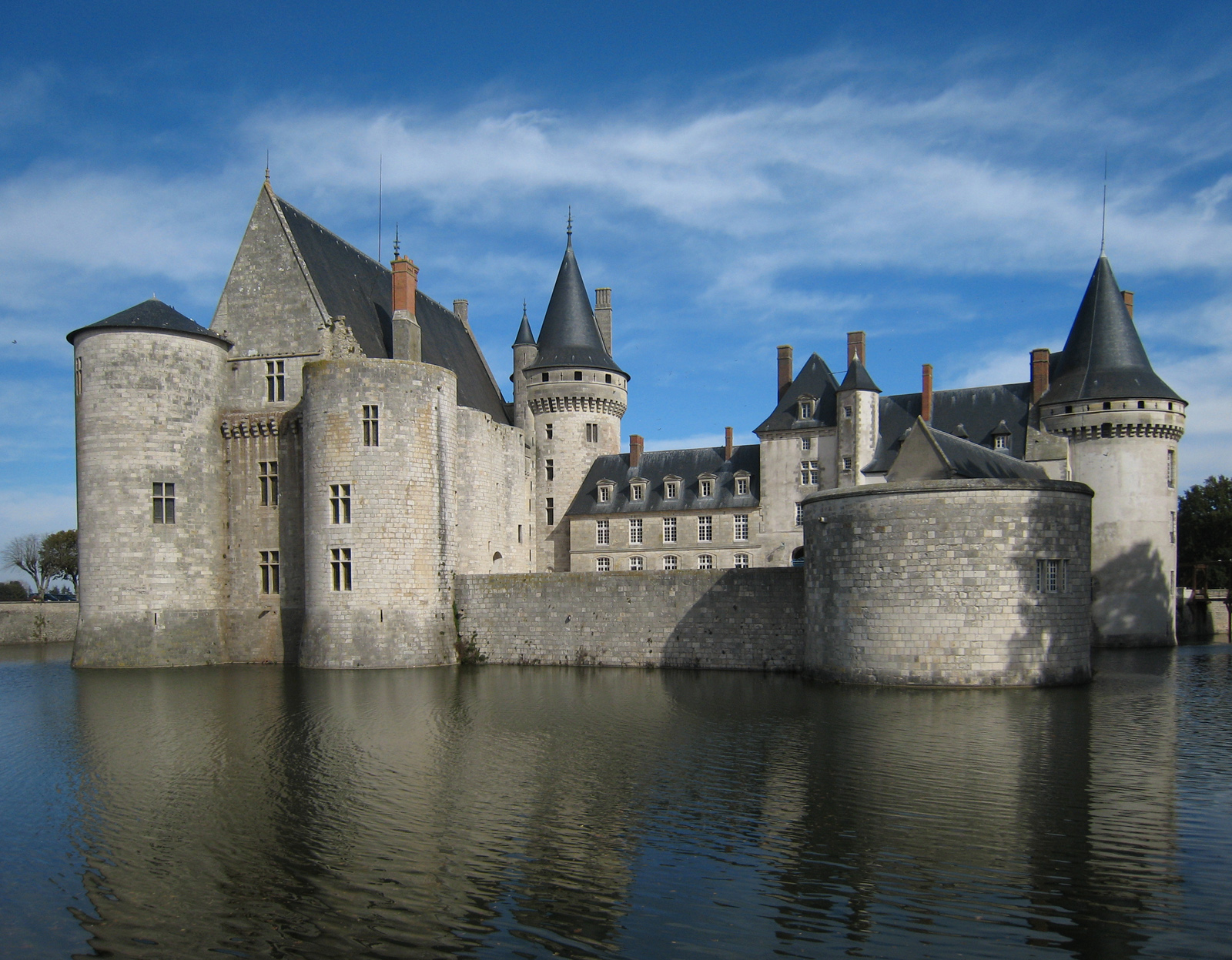
Schloss Sully-sur-Loire von Südwesten gesehen

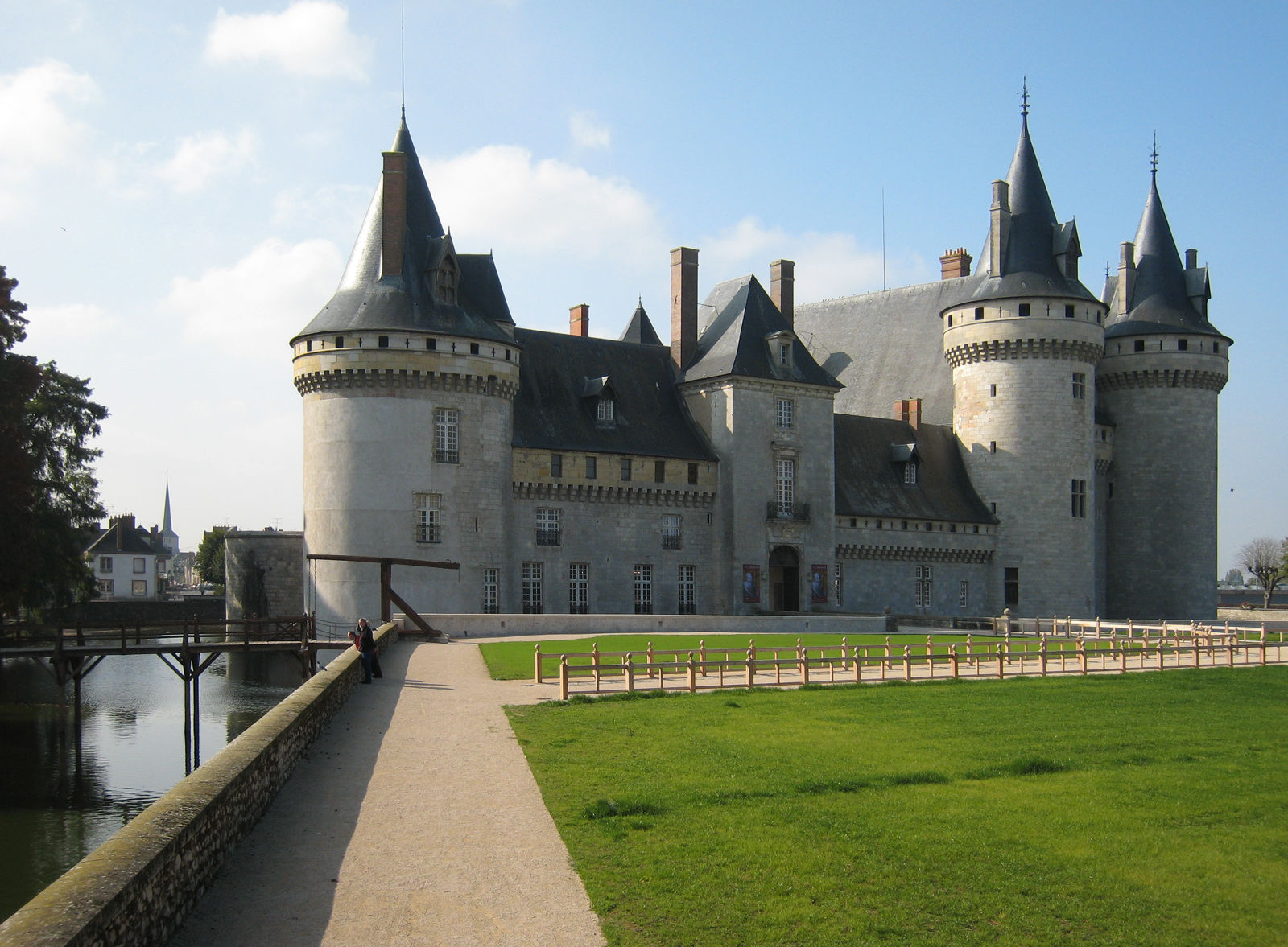
Blick über den Basse-Cour zum Schloss

Das Schloss Sully-sur-Loire steht in dem französischen Ort Sully-sur-Loire am Ostrand der Sologne. Es zählt zu den Schlössern der Loire und wurde gemeinsam mit dem Tal der Loire im Jahr 2000 von der UNESCO in die Liste des Weltkulturerbes aufgenommen.
Sein Vorgängerbau wurde von den Herren von Sully errichtet, die dort schon seit dem 9. Jahrhundert ansässig waren. Als Guy VI. de La Trémoïlle durch Heirat mit der Alleinerbin in seinen Besitz kam, begann er ab 1395 damit, die vorhandene Burg umfassend zu verändern. Sein Nachkomme, Claude de La Trémoïlle, verkaufte die durch die Hugenottenkriege beschädigten Gebäude 1602 an Maximilien de Béthune, der die Wehranlage in ein repräsentatives Schloss umbauen ließ. Der Minister Heinrichs IV. schrieb dort mit vier Sekretären seine bekannten Memoiren, die gegen Ende 1638 im nach ihm benannten Tour de Béthune gedruckt wurden, obwohl der Titel angibt, sie seien in Amsterdam erschienen.
Mehr als 350 Jahre lang blieb die Anlage im Besitz der Familie de Béthune, ehe sie 1962 an das Département Loiret veräußert wurde.
Nachdem das Wasserschloss im September 1928 unter Denkmalschutz gestellt worden war, folgte im April 1944 die Aufnahme seines Parks und seiner Wassergräben in die Denkmalliste. Zuvor war die Anlage im Juli 1934 der Öffentlichkeit zugänglich gemacht worden und zählte bis zum Beginn des Zweiten Weltkriegs rund 30.000 Besucher.

## Beschreibung

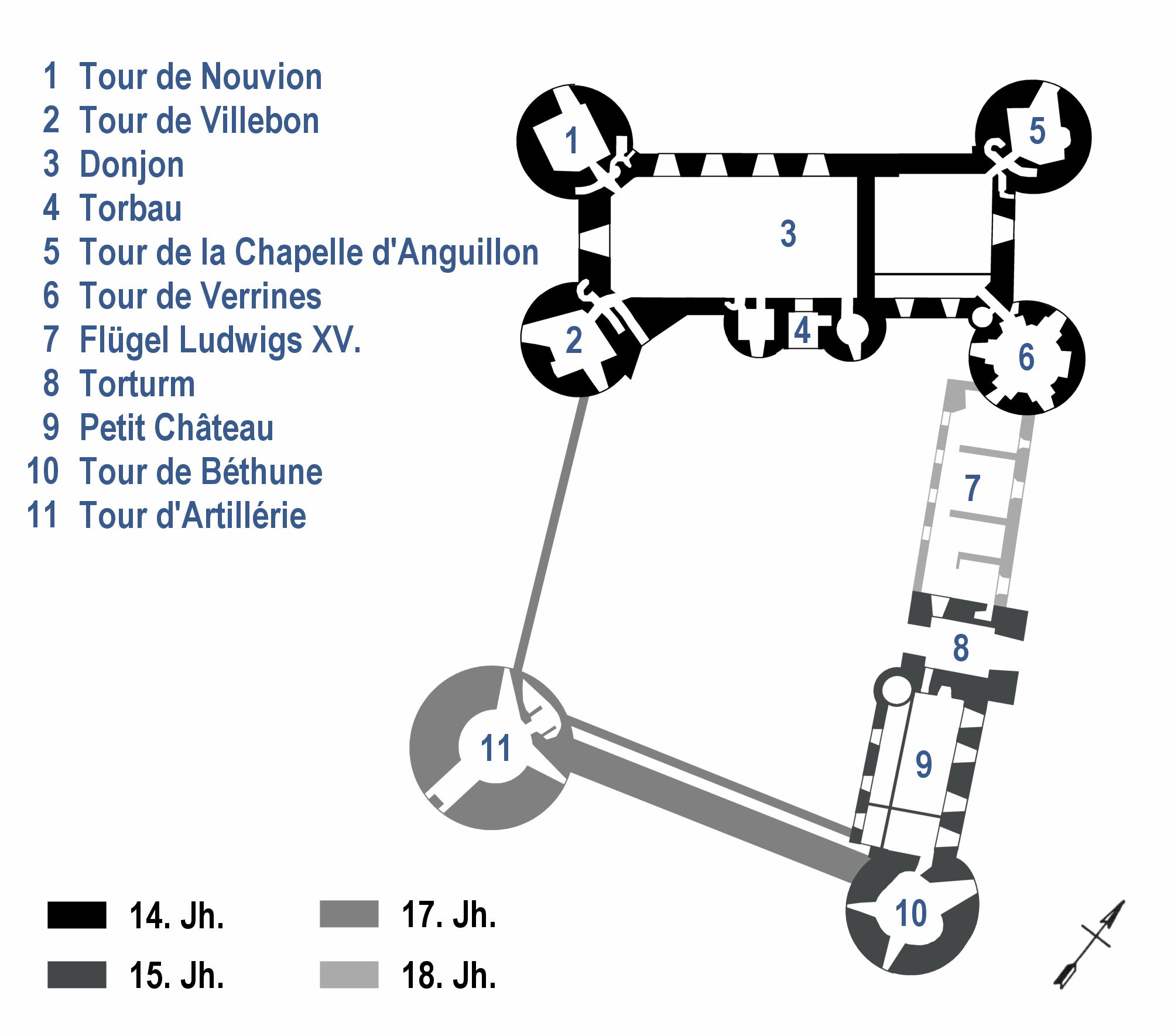
Schematischer Grundriss des Schlosses

### Basse-Cour
Östlich des Schlosses liegt auf einer eigenen Insel der sogenannte Basse-Cour (deutsch: äußerer Burghof). Die ihn umgebende niedrige Mauer ist das noch erhaltene Fundament einer früheren, wesentlich höheren Ringmauer. Auf dem unbebauten Areal befanden sich früher die Wirtschaftsgebäude und die Stiftskirche Saint-Ythier samt Stiftsgebäude. Heute steht dort eine zwei Meter hohe Statue aus weißem Carrara-Marmor, die den ersten Herzog von Sully, Maximilien de Béthune, darstellt. Die Figur wurde 1642 von Pierre II. Biard im Auftrag Rachels de Conchefilet ursprünglich für das Schloss Villebon gefertigt. Sie zeigt den Minister Heinrichs IV. einen Lorbeerkranz tragend und einen Marschallsstab haltend.

### Schlossgebäude
Die Schlossanlage erhebt sich auf trapezförmigem Grundriss am südlichen Ufer der Loire. Sie ist allseitig von breiten Wassergräben umgeben, die von der Sange gespeist werden. Die Architektur vermittelt zwar immer noch einen trutzigen Eindruck und besitzt auch noch einige wehrhafte architektonische Elemente, doch hatte die Anlage aufgrund zahlreicher Umbauten seit dem 17. Jahrhundert keine militärische Funktion mehr.
Die Gebäude gruppieren sich um einen Innenhof, dessen Südseite von einer schmalen wehrgangartigen Galerie – der sogenannten Galérie d'Agréement – mit zwei Geschossen und Steildach aus dem 17. Jahrhundert sowie einer Kurtine im Westen begrenzt wird. Als Baumaterial für das Mauerwerk wurden Quader aus Kalksandstein verwendet, während die Dächer mit Schindeln aus Schiefer gedeckt sind.

#### Portalturm
Eine steinerne Bogenbrücke an der Westseite des Basse-Cour führt zum viereckigen Portalturm des Schlosses aus dem 15. Jahrhundert. Seine drei Geschosse erheben sich auf einem viereckigen Grundriss und werden von einem abgeknickten Walmdach abgeschlossen. Zur Innenhofseite besitzt der Bau einen schmalen, fünfeckigen Treppenturm mit fünf Geschossen. Über dem Rundbogenportal ist auf der Seite zum Basse-Cour das Wappen der Familie de Béthune zu sehen.

#### Petit Château und Flügel Ludwigs XV.

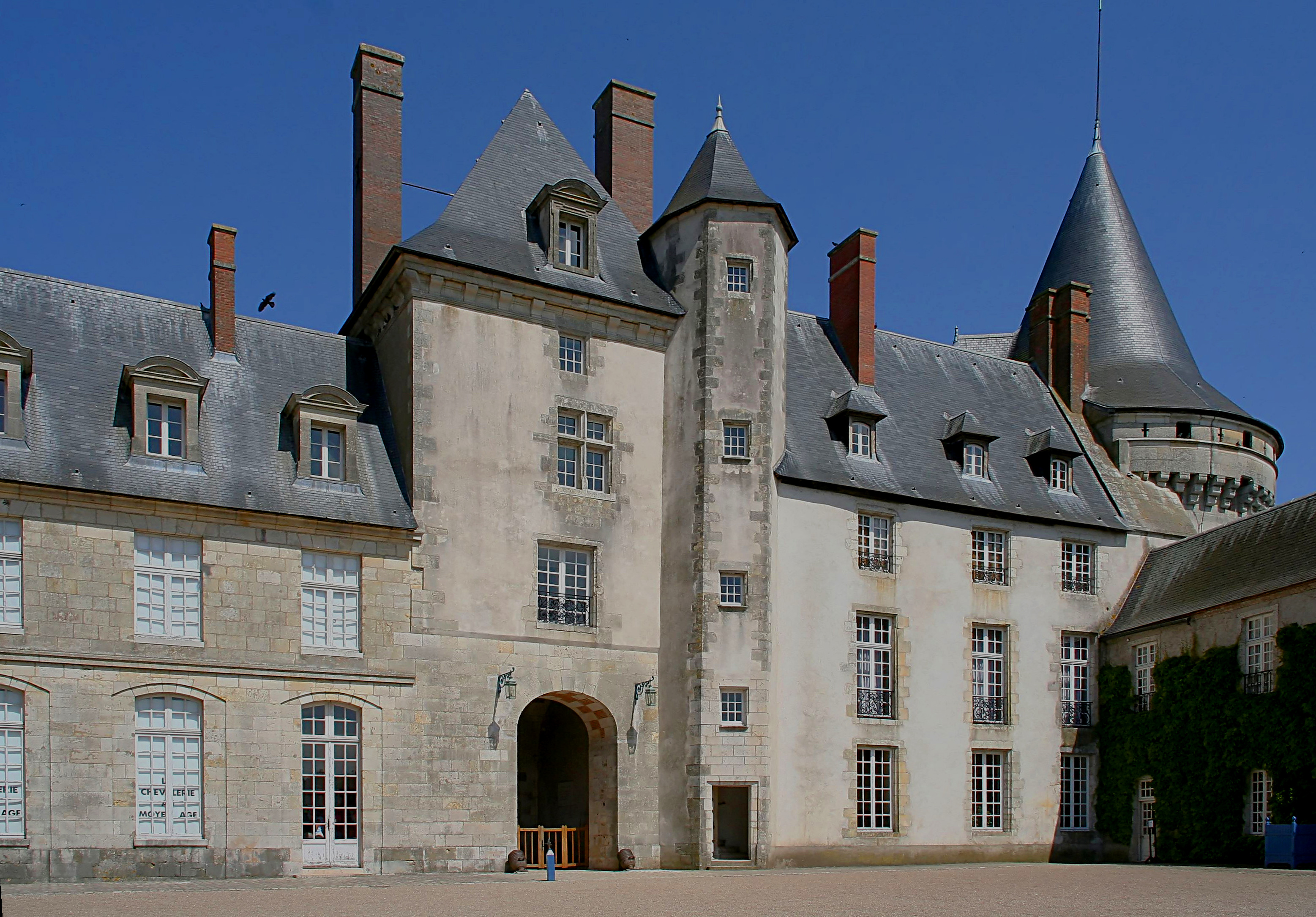
Der Portalturm (Mitte) mit dem Flügel Ludwigs XV. (links) und dem Petit-Château (rechts)

Südlich des Portalturms schließt sich das Petit Château an, ein dreistöckiges Gebäude mit Steildach. Sein oberstes Geschoss besitzt an der Nordost-Fassade einen Wehrgang auf einer auskragenden Steinkonsole. Im Erdgeschoss des Gebäudes liegt ein ehemaliges Arbeitszimmer Maximilien de Béthunes, während in der ersten Etage sein Schlafzimmer zu besichtigen ist. Beide Räume wurden in der zweiten Hälfte des 20. Jahrhunderts restauriert und zeigen den Baubestand des 18. Jahrhunderts. Ihre bemalten Balkendecken stammen jedoch noch aus dem 16. Jahrhundert.
Nördlich des Portalturms schließt sich ein unmöbliertes, zweistöckiges Gebäude mit Steildach an, das Flügel Ludwigs XV. genannt wird und an seinem nördlichen Ende an den Donjon grenzt. Es wurde erst 1923 nach historischen Vorbildern, aber nicht originalgetreu neu errichtet, nachdem sein Vorgängerbau 1918 abgebrannt war.

#### Tour d’Artillerie und Tour de Béthune
An der südlichen Ecke des Innenhofs steht als Verbindung zwischen westlicher Kurtine und südlicher Galerie der Tour d'Artillerie (deutsch: Artillerieturm), der seinen Namen seiner Verwendung als Plattform für Kanonen verdankt. Der Rundturm besitzt fünf Meter starke Mauern und einen Außendurchmesser von 15 Metern. 1606 an der Stelle eines ruinierten Vorgängerturms von 1363 errichtet, besaß er von je her nur ein oberirdisches Geschoss, um sein Dach zu militärischen Zwecken nutzen zu können.
Dem Petit Château schließt sich an dessen südlichem Ende ein hoher Rundturm mit vier Geschossen und einem abschließenden abgeknickten Kegelhelm an. Er bildet die südöstliche Ecke der Schlossanlage. Sein heutiger Name, Tour de Béthune, erinnert an Maximilien de Béthune, der in diesem Turm einen Teil seiner Memoiren „Mémoires des sages er royalles – Oeconomies royales d’Estat“ drucken ließ. Zu Béthunes Zeiten wurde der Turm noch Tour de la Sange genannt. Mit einem Durchmesser von zwölf Metern besitzt er im Dachgeschoss einen auskragenden, rundherum laufenden Wehrgang auf Steinkonsolen sowie Maschikulis (Pechnasenreihen) und stammt aus dem Jahr 1440.

#### Donjon

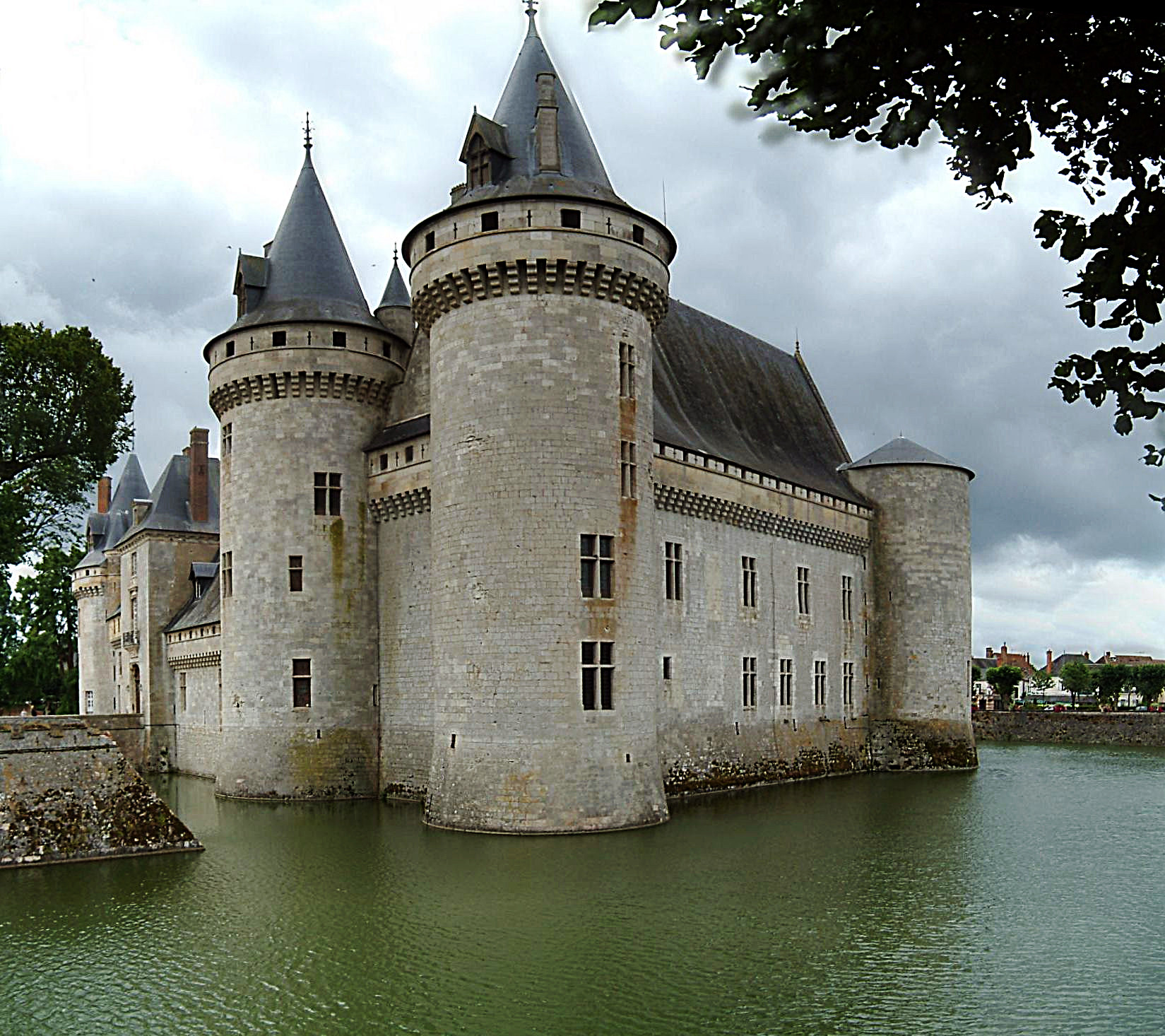
Der Donjon von Norden gesehen (2005)

Der Donjon vom Ende des 14. Jahrhunderts ist der älteste erhaltene Teil der Schlossanlage. Er besitzt drei oberirdische Geschosse, die von einem Steildach abgeschlossen werden. An den vier Ecken des 39 × 16 Meter messenden Gebäudes steht jeweils ein vorspringender, viergeschossiger Rundturm mit einem Durchmesser von 11,50 Metern. Nur die beiden östlichen Ecktürme zeigen heute noch die Form wie zu ihrer Errichtungszeit. Von einem abgeknickten Kegelhelm bekrönt weisen ihre vierten Geschosse einen auskragenden Wehrgang mit kleinen Fenstern, Maschikulis und Schießscharten auf. Den beiden westlichen Ecktürmen fehlt hingegen das vierte Geschoss, und während der nordwestliche Turm einen flachen Kegelhelm besitzt, präsentiert sich der südwestliche vollkommen dachlos. Allen gemein ist aber, dass sie in dem Donjon zugewandten Mauerabschnitt eine schmale Wendeltreppe aufweisen und ihre Geschosse keine Gewölbedecken, sondern flache Decken aus Holz besitzen.
Der Donjon, auch Grand Château genannt, ist über einen ebenerdig gelegenen Torbau an seiner Südseite zu betreten. In früheren Zeiten war der Eingang nur über eine Zugbrücke erreichbar, da der Donjon zum Innenhof hin durch einen heute zugeschütteten Wassergraben zusätzlich geschützt war. Der Torbau wird an seiner West- und Ostseite von zwei schmalen Rundtürmen flankiert, von denen der östliche die drei Donjongeschosse durch eine Treppe in seinem Inneren miteinander verbindet, während sich im Erdgeschoss des westlichen Turms eine Kapelle befindet.
Das oberste Geschoss des Donjons besitzt auf kräftigen Steinkonsolen auf allen Seiten einen auskragenden Wehrgang mit Schießscharten, der an der südwestlichen Giebelwand aber nur noch rudimentär erhalten ist. Die großen Kreuzstockfenster des Gebäudes stammen jedoch nicht aus der Errichtungszeit des Baus, sondern sind das Resultat eines umfassend Umbaus zu Beginn des 17. Jahrhunderts. Auch die einstigen Gewölbe im Kellergeschoss sind heute nicht mehr erhalten.
Im Inneren sind alle drei Geschosse durch eine Trennwand jeweils in einen großen Saal mit etwa 300 Quadratmetern Grundfläche und einen etwas kleineren Salon geteilt. Im Erdgeschoss befindet sich der Gardensaal (französisch: Salle des gardes), auch Wachensaal genannt, der eine zum Teil mit Dukatengold bemalte, kassettierte Holzdecke besitzt. Ihm schließt sich östlich ein Raum an, der heute als Museumskasse und -shop genutzt wird.

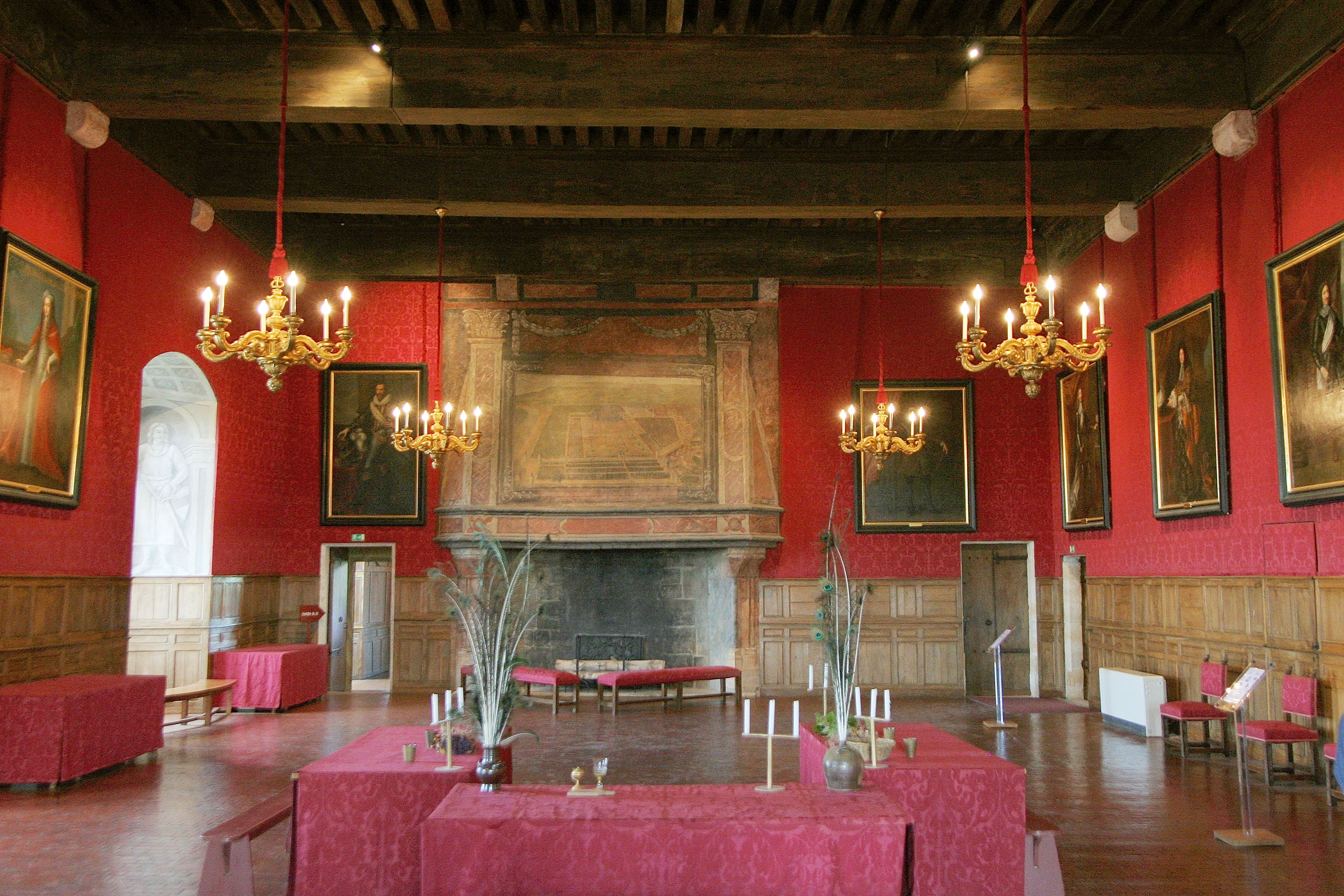
Der Große Saal (2005)

Die zweite Etage wird größtenteils vom Großen Saal (französisch: Grand Salle) eingenommen, der als Fest- und Repräsentationssaal diente und einige Male auch als Theater fungierte. Sein Kamin an der Südostwand stammt aus dem 15. Jahrhundert und weist in seiner oberen Kamineinfassung eine Wandbemalung auf, die das Schloss Rosny zeigt. Östlich des Großen Saals befindet sich das sogenannte Prunkzimmer, das Schlafzimmer der Herzöge von Sully mit flandrischer Tapisserie und Holzbalkendecke im italienischen Stil sowie einer Tapete aus blauem Damast.

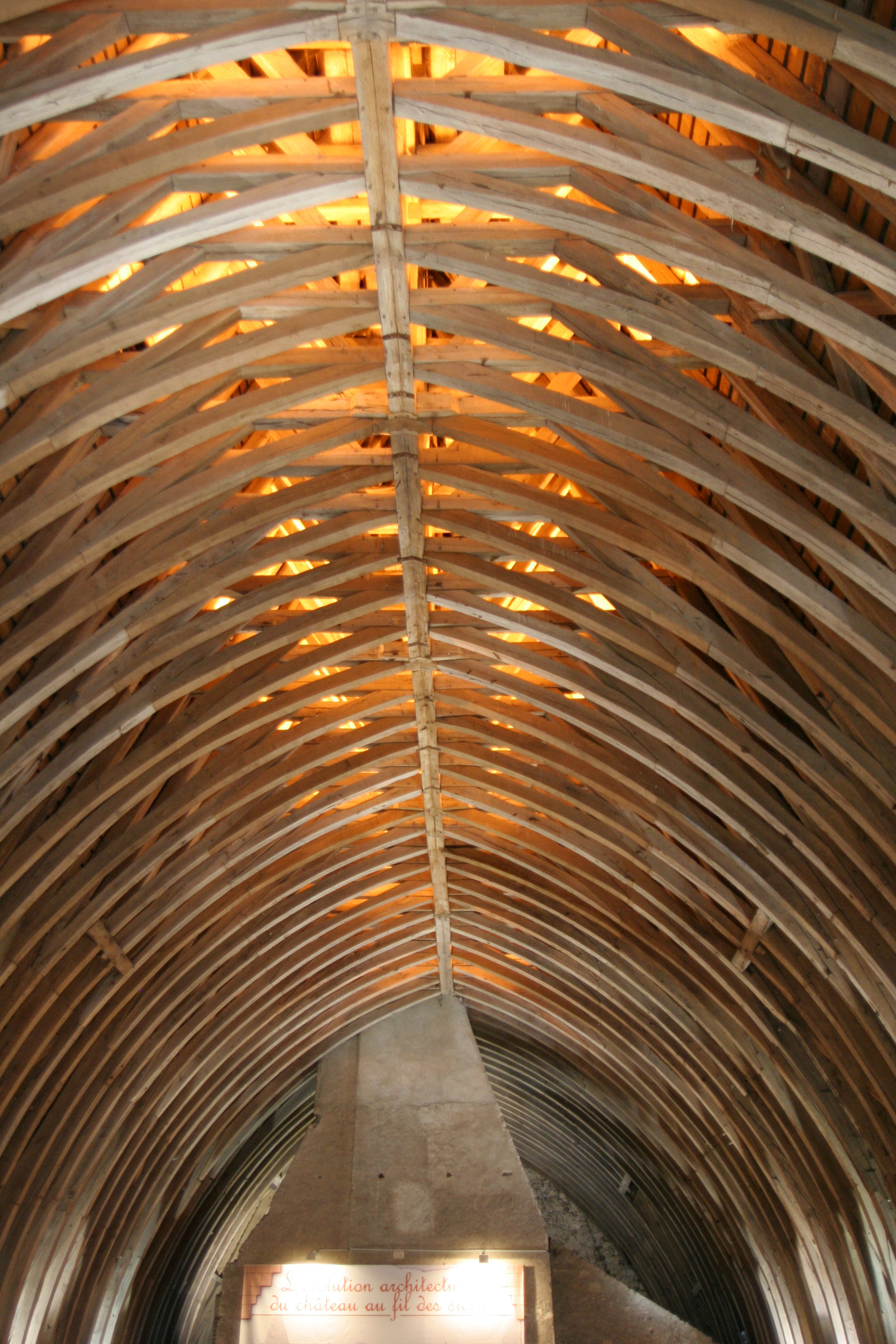
Der Dachstuhl

In der Wand zum Innenhof befindet sich versteckt hinter einer Holzvertäfelung eine schwere Eisentür aus dem 16. Jahrhundert, die zu einem kleinen Kabinett führt. Dieses nimmt die erste Etage des westlichen Flankierungsturms im Portalbau ein. Wurde von dort in der Anfangszeit des Schlosses die Zugbrücke des Portals bedient, diente der Raum später erst als Arbeitszimmer und dann als Schatzkammer der Schlossherren. Heute befindet sich dort ein Oratorium mit einer Kopie des Grabmals Maximilien de Béthunes und seiner zweiten Frau Rachel de Conchefilet, das die sterblichen Überreste des Paars beherbergt.
Das dritte mehr als 16 Meter hohe Geschoss des Donjons ist vornehmlich durch seinen außergewöhnlichen Dachstuhl bekannt, der Grand Galetas genannt wird. Das hohe Gebälk aus Kastanienholz besitzt die Form eines auf den Kopf gestellten Schiffskiels und ist ohne Verwendung chemischer Mittel heute noch frei von Holzwurm und sonstigen Holzschädlingen. Es gilt als großes Meisterwerk der mittelalterlichen Zimmermannskunst und ist darüber eines der wenigen Beispiele, die aus jener Zeit vollständig erhalten sind. Der gute Zustand des Dachstuhls resultiert zum Teil aus einer besonderen Bearbeitungsmethode des verwendeten Holzes, die aus dem Schiffbau stammte. Nachdem das Holz in Salzwasser gelegt worden war, wurde es jahrelang getrocknet und mit Alaun behandelt. Darüber hinaus sorgte die ungewöhnliche Konstruktion des Dachstuhls für eine dauerhafte und gute Belüftung der Balken, so dass diese bis heute keine sonst üblichen Umwelteinflüsse aufweisen.
Aus kunsthistorischer Sicht ist neben dem Gebälk aber auch eine Tapisserie-Serie des 17. Jahrhunderts erwähnenswert. Die sechs aus einer Pariser Werkstatt stammenden Wandbehänge mit dem Namen Tenture de Psyché zeigen den Mythos von Psyche und wurden bis zum März 1994 noch im Schloss Rosny-sur-Seine aufbewahrt.

### Garten- und Parkanlage
Das 25 Hektar große Gartenareal liegt östlich des Basse-Cour und ist von dort über eine Steinbrücke zu erreichen. Die symmetrisch angelegten Beete des einstigen Barockgartens sind jedoch nicht mehr erhalten. Anstatt dessen wird die Fläche heute fast vollständig von Wald eingenommen. Lediglich die vorhandenen Wege erinnern durch ihre Lage zueinander noch an die Gestaltung als Lustgarten.

## Baugeschichte

### Vorgängerbauten bis zum Ende des 14. Jahrhunderts
Bereits in römischer Zeit existierte an diesem Ort ein einfacher Wachturm zum Schutz und zur Kontrolle der nahe gelegenen 400 Meter langen Steinbrücke über die Loire. Auf dessen Grundmauern wurde ein Vorgängerbau des heutigen Schlosses errichtet, der 1102 erstmals als „castrum soliacense“ urkundlich erwähnt wurde. Sein damaliger Besitzer war ein Herr von Sully. Dessen Nachfahr, Henri I. de Sully, lag zu Beginn des 13. Jahrhunderts im Streit mit seinem Lehnsherrn, dem Bischof von Orléans, Manassé de Seignelai, weil er von fahrenden Händlern in seiner Seigneurie hatte Steuern einziehen bzw. sie hatte töten lassen und sich weigerte, dieses Unrecht wieder gutzumachen. Der Bischof konfiszierte deshalb Henris Besitz und stellte es unter den Schutz des französischen Königs Philipp Augustes. Der ließ daraufhin vor 1218 als Zeichen seines Machtanspruchs über dieses Gebiet auf dem Gelände des heutigen Basse-Cour einen mächtigen und wehrhaften Rundturm errichten, dessen Überreste noch bis in die 1990er Jahre sichtbar waren.
Bei einem starken Sturm mit einhergehendem Loire-Hochwasser im Jahre 1363 wurden sowohl die Brücke als auch der dazugehörige Wachturm zerstört. Zu jener Zeit existierte neben dem Rundturm Philippe Augustes jedoch schon ein weiterer Bau der Herren von Sully, der im Anschluss an das Hochwasser von Louis de Sully nicht nur mit den Steinen der ruinierten Brücke und des Wachturms ausgebessert, sondern auch erweitert wurde. Die hierzu zusätzlich nötigen Steine stammten aus der Bièvre und aus Briare. Die Reparaturarbeiten am damaligen Dachstuhl dieses Gebäudes sind durch eine erhaltene Rechnung von 1363 gut dokumentiert. Die Loire-Brücke wurde aber bis zum Jahr 1836 nicht wieder aufgebaut, sondern durch eine Fähre ersetzt.

### Die Burg der Familien de Sully und de La Trémoïlle
Die Grundlage des heutigen Schlosses in Sully-sur-Loire wurde mit dem Bau einer Burg im gotischen Stil zwischen 1218 und Ende des 14. Jahrhunderts durch die Herren von Sully geschaffen. Da mit Ausnahme nur eines Dokuments keine Unterlagen über diese Zeit erhalten sind, ist weder der Baubeginn noch das damalige Aussehen der Gebäude überliefert.
Ende des 14. Jahrhunderts kam die Anlage durch Heirat an Guy VI. de La Trémoïlle, der die Gebäude umfassend verändern ließ. Er beauftragte Raymond du Temple, den Architekten des Louvres und des Schlosses Vincennes, damit, Pläne für einen Donjon anzufertigen, die in der Zeit von 1395 bis 1406 verwirklicht wurden. Nachdem Guy VI. de La Trémoïlle 1398 auf seiner Rückkehr vom Siebten Kreuzzug verstorben war, führte seine Witwe Marie de Sully das Vorhaben – möglicherweise unter Einbezug eines alten Baus – weiter fort. Die Arbeiten wurden dabei durch den Hundertjährigen Krieg unterbrochen und verzögert.
1403 legte Guys Sohn, Georges de La Trémoïlle, einen ersten Schlossgarten an. Ihm folgte um 1440 der Neubau des sogenannten Tour de la Sange, einem fünfgeschossigen Turm an der südöstlichen Ecke der Burganlage, der auf den Fundamenten eines älteren Vorgängers neu errichtet wurde. Dabei wurde die noch vorhandene alte Bausubstanz in die neue integriert. Vor 1460 wurde für mehr Wohnkomfort mit dem Petit Château ein neues Wohngebäude südlich des Portalturms errichtet.
Während der Hugenottenkriege wurde die Anlage bei Belagerungen beschädigt. Nachdem sie erst von Hugenotten eingenommen worden war, wurde sie anschließend von Truppen der Katholiken zurückerobert. So wurde 1586 auch die auf dem Basse-Cour befindliche Kirche Saint-Ythier zerstört, so dass die Messen in der Kirche Notre-Dame-de-Pitié gefeiert werden mussten.

### Das Schloss des „großen Sully“

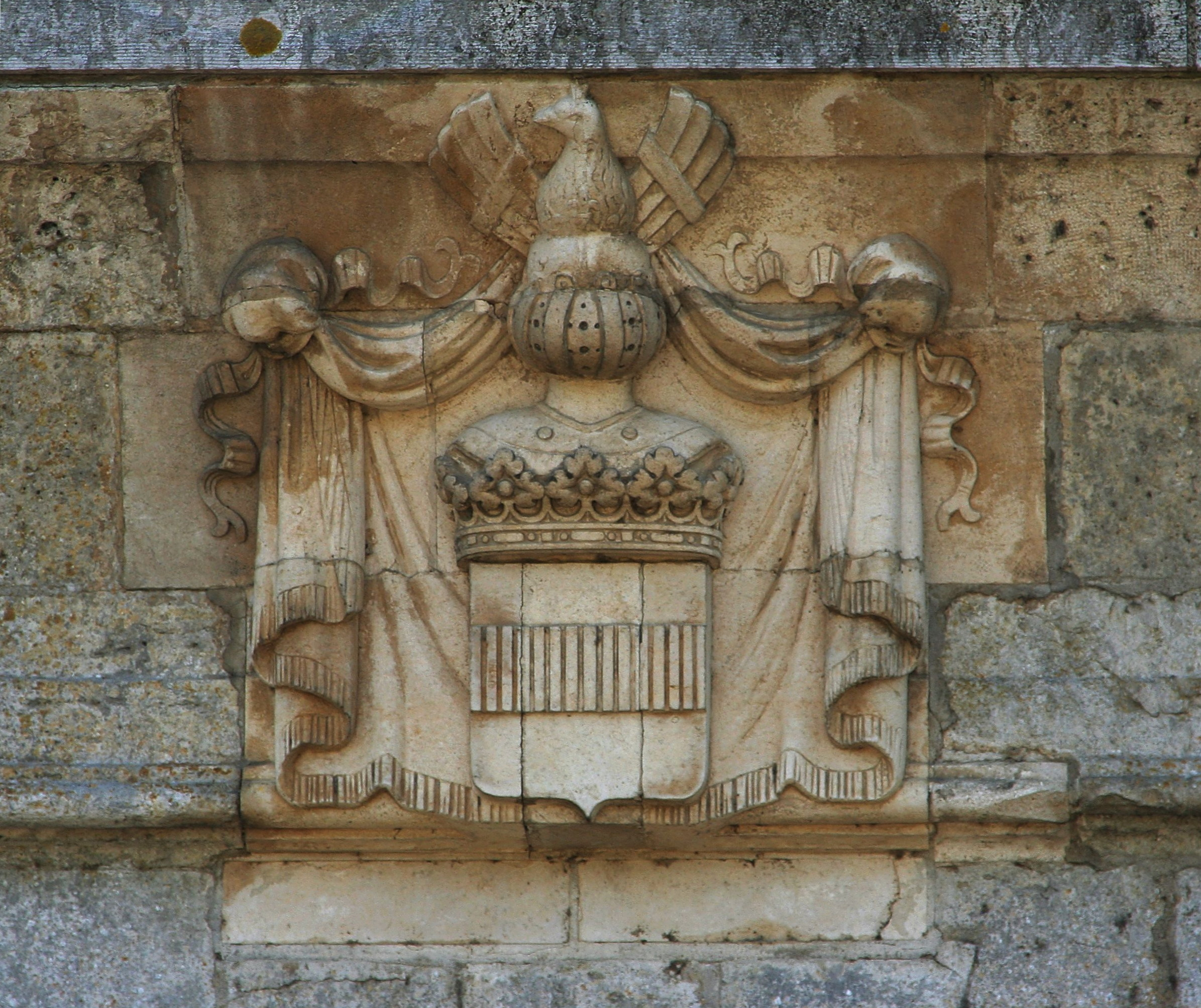
Das Wappen Maximiliens de Béthune über dem Hauptportal weist ihn als Erbauer des heutigen Schlosses aus.

In der Zeit von 1602 bis 1609 ließen Maximilien de Béthune – auch der große Sully genannt – und seine zweite Frau Rachel de Conchefilet die Anlage grundlegend im Stil der Renaissance umbauen und verwandelten sie so von einer wehrhaften Burg zu einem repräsentativen Schloss.
Das gesamte Schlossareal wurde mit Wassergräben umgeben, die von der Sange gespeist wurden. Dazu wurde der kleine Nebenfluss der Loire eigens umgeleitet. Eine der ersten architektonischen Umbaumaßnahmen war die Verlegung des bisherigen Hauptportals im Süden an die nördliche Seite des Schlosses. Dort wurde ein neuer Portalbau errichtet und eine Brücke über den äußeren Schlossgraben erbaut. Dem schloss sich ab 1603 der Wiederaufbau und die Umgestaltung des Donjons an. Béthune ließ unter anderem die bis heute erhaltenen Kreuzstockfenster ausbrechen und den Gardensaal im Erdgeschoss durch Zwischenwände in mehrere kleine Räume unterteilen.
Schon seit 1602 hatte er auch Arbeiten veranlasst, um den bestehenden kleinen Garten nach Osten hin stark zu erweitern und dort einen großen Barockpark anzulegen. Ehe diese Arbeiten 1605 beendet werden konnten, wurden 1604 die Überreste der zerstörten Kirche und das Stiftsgebäude abgerissen, um den Basse-Cour in das neue Gartenkonzept integrieren zu können. Nachdem die Kanoniker aufgrund des schlechten Zustands ihres Stiftsgebäudes schon geraume Zeit im Ort logierten, erfolgte damit auch die offizielle Verlegung des Stifts vom Schloss nach Sully-sur-Loire.
In den Jahren von 1606 bis 1608 fanden Arbeiten zum Umbau und zur Erneuerung des Petit Château statt. Wie schon die vorhergehenden Besitzer wollte Maximilien de Béthune den Donjon ausschließlich zur Repräsentation nutzen, während er in dem wohnlicheren Gebäude südlich des Portalturms logierte. Zu diesem Zweck ließ er dort über die gesamte Gebäudehöhe Zwischenwände mit Kaminen einziehen, um alle neuen Räume beheizen zu können. Ebenfalls im Jahr 1606 ließ er die Ruine des stark zerstörten Eckturms im Südwesten des Schlosshofs komplett niederlegen und anschließend bis zum Erdgeschoss neu aufbauen, um auf der damit entstandenen Plattform Kanonen aufstellen zu können.
Um 1611 wurde im Nordwesten der Anlage ein hoher Damm errichtet, um das Schloss vor den regelmäßig einsetzenden Hochwassern der Loire zu schützen. Konkreter Anlass für diese weitreichende Baumaßnahme war ein Hochwasser im Jahre 1608, das nicht nur große Teile des erst kürzlich angelegten Parks zerstörte, sondern Béthune beinahe das Leben gekostete hätte. Überraschend eingeschlossen von den Fluten, konnte er erst im letzten Moment von Flussschiffern aus seinem Arbeitszimmer gerettet werden.
Letzte bedeutende Umgestaltungsarbeiten fanden in den 1620er Jahren statt, als die alten Holzbauten zwischen Donjon und Portalturm niedergerissen und durch eine überdachte Galerie aus Stein ersetzt wurden. Béthune musste aber zeit seines Lebens immer wieder Reparaturen an seinem Schloss ausführen lassen, um Schäden, die während der wieder aufflammenden Religionskriege entstanden, beseitigen zu lassen.

### 18. Jahrhundert
Nachdem bereits 1717 der alte Rundturm Philippe Augustes im Basse-Cour abgetragen worden war, um vom Petit Château eine bessere Aussicht auf den Schlossgarten zu haben, folgten Mitte des 18. Jahrhunderts Baumaßnahmen zur Umgestaltung der Galerie zwischen Donjon und dem 1702 erneuerten Portalturm. Sie wurde durch ein dreistöckiges Gebäude ersetzt. Ebenfalls in das 18. Jahrhundert fallen die Erneuerung der gesamten Schlossfassade, der Einbau neuer Türen und Fenster sowie das Zuschütten der Wassergräben im Schlossinnenhof. Mit dem Abriss der alten Pferdeställe im Basse-Cour präsentierte sich dieser ab 1767 als eine unbebaute, ebene Fläche, und im Jahr 1779 wurde die zum Portalturm führende Zugbrücke aus Holz durch eine steinerne Bogenbrücke ersetzt.
Während der Französischen Revolution wurde das Schloss schwer beschädigt, wobei vor allem die vier Ecktürme des Donjons stark in Mitleidenschaft gezogen wurden. Die Schäden resultierten nicht aus Kämpfen, sondern vielmehr aus einem Beschluss der Regierung, die den damaligen Eigentümer und letzten Herzog von Sully, Maximilien Gabriel Louis de Béthune, dazu zwangen, seinen Besitz zu entfestigen. Der Schlossherr musste mehrere Wehrmauern einreißen und mit eigener Hand die Wehrtürme unbrauchbar machen. Danach standen auf der Nordostseite des Tour de Verrines die Außenmauern nur noch in Höhe des Erdgeschosses. Bei den drei übrigen Ecktürmen des Donjons waren die Dächer und Wehrgänge vollkommen zerstört. Die beiden Kanonen des Schlosses wurden nach Orléans abtransportiert und die schlosseigene Waffensammlung konfisziert.

### Ab dem 19. Jahrhundert

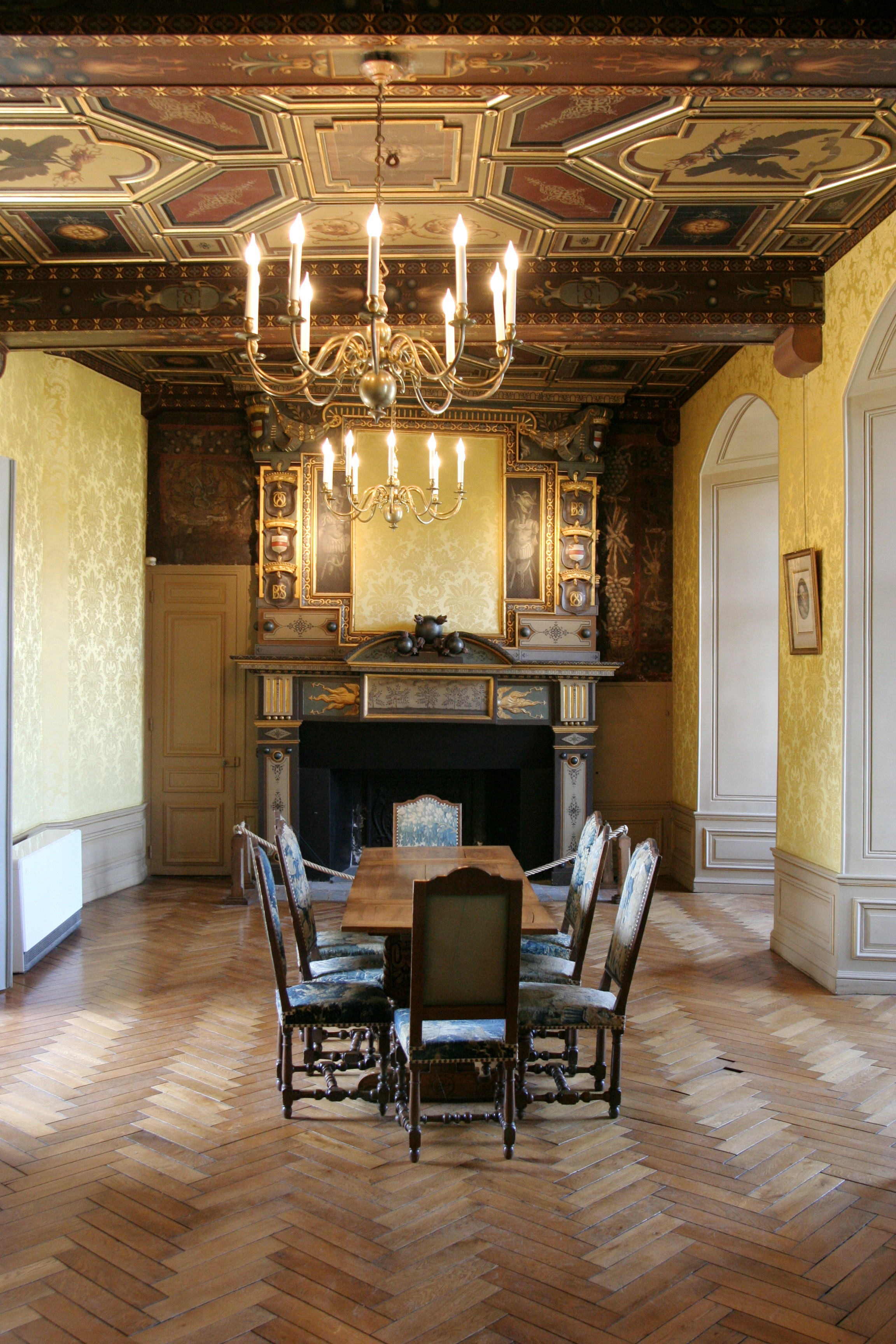
Unter Eugène de Béthune wurde das Arbeitszimmer Maximiliens de Béthune in ein Esszimmer umfunktioniert.

Eine nach dem Tod Maximiliens de Béthune von seiner Frau in Auftrag gegebene Marmorstatue des einstigen Ministers wurde 1841, nachdem sie 1793 vom Schloss Villebon in das „Musée des monuments francais“ gekommen war, nach Sully-sur-Loire gebracht und im Innenhof des Schlosses aufgestellt.
Ab 1869 begann der damalige Schlossbesitzer Eugène de Béthune damit, das marode Schloss wieder aufzubauen und zu modernisieren, um es dem Zeitgeist entsprechend auszustatten. So ließ er zum Beispiel Mauern im Inneren der Gebäude versetzen und großflächig neue Wandverkleidungen anbringen. Ab 1902 widmete er sich gemeinsam mit seinem Sohn Maximilien auch dem Wiederaufbau des beschädigten Donjons. Nachdem aber sein Sohn bei einem tragischen Jagdunfall ums Leben gekommen war, wurden alle weiteren Restaurierungsarbeiten eingestellt.
Nachdem die Grabstätte Béthunes und seiner Frau in Nogent-le-Rotrous während der Französischen Revolution 1793 zerstört und der Inhalt ihrer Särge in ein anonymes Grab auf dem kommunalen Friedhof gebracht worden war, wurde dieses 1883 durch Geschichtsforscher wiederentdeckt und 1884 in die Schlosskapelle nach Sully-sur-Loire überführt. Da diese aber 1934 katholisch geweiht worden war und Béthune dem reformierten Glauben angehörte, mussten seine Überreste und die seiner Frau am 23. Oktober 1999 in das dafür eigens eingerichtete Oratorium im westlichen Flankierungsturm des Schlossportals umgebettet werden.
In der Nacht vom 10. auf den 11. Januar 1918 brannte der Flügel Ludwigs XV. vollständig nieder, und seine wertvolle Innenausstattung wurde vernichtet. Zwar wurde das Gebäude 1923 wieder aufgebaut, jedoch nicht wieder möbliert.
Zu den nicht völlig behobenen Beschädigungen aus der Zeit der Französischen Revolution kamen weitere Schäden durch Kampfhandlungen während des Zweiten Weltkriegs: Das Schloss wurde im Juni 1940 und im August 1944 von Bomben getroffen.
Nachdem die Anlage durch das Département Loiret gekauft worden war, wurde sie kontinuierlich restauriert und teilweise auch wieder möbliert, um sie als Schlossmuseum zu nutzen. Darüber hinaus veranstaltet das Département dort seit 1973 alljährlich ein internationales Festival der klassische Musik. Im Januar 2006 wurden weitere Restaurierungsarbeiten, die bis 2007 andauerten.

## Bewohner und Besitzer

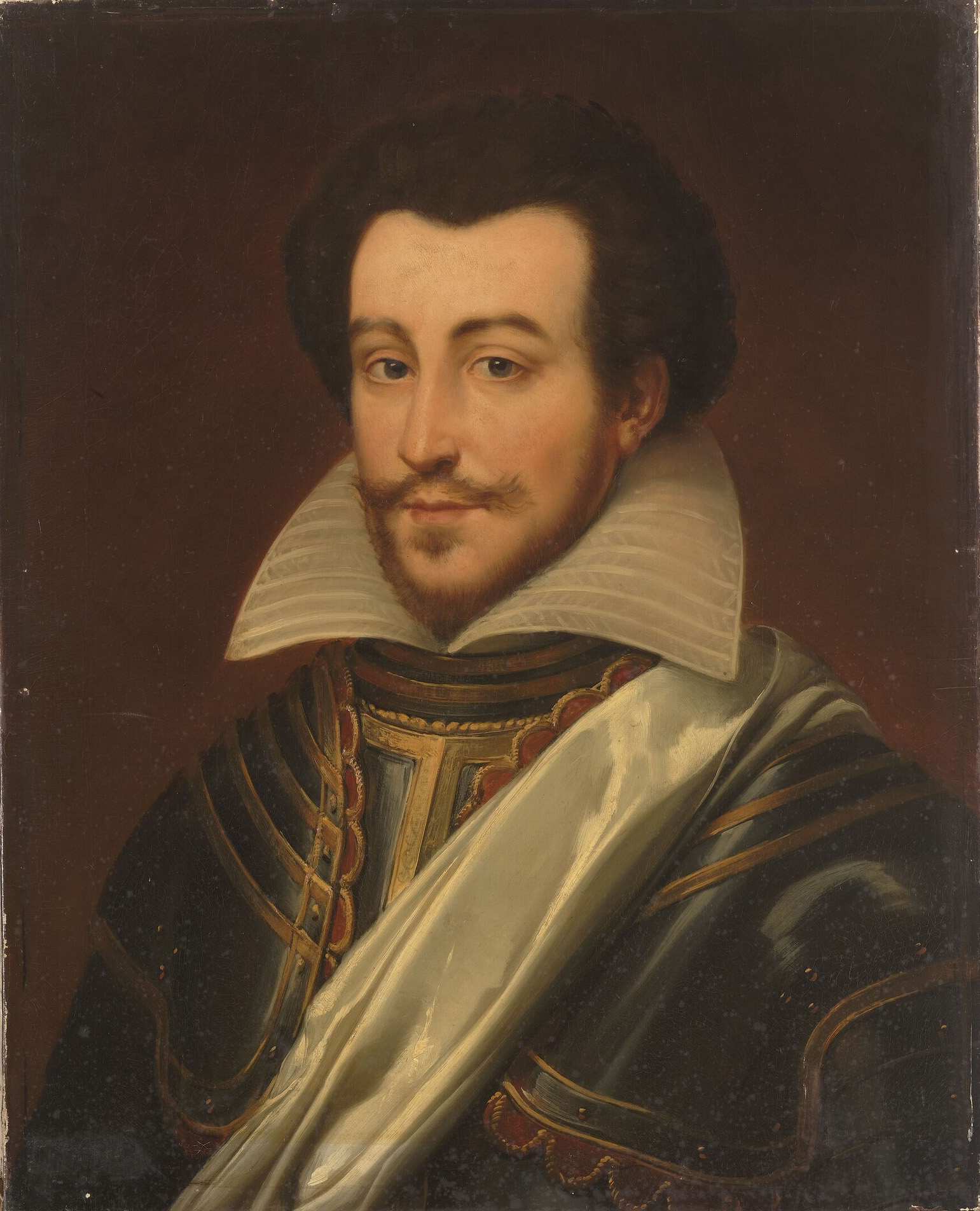
Claude de La Trémoïlle verkaufte das Schloss seiner Vorfahren 1602 an Maximilien de Bèthune.

Schloss und Ort Sully-sur-Loire befanden sich seit dem 9. Jahrhundert im Besitz der Freiherren und späteren Barone von Sully. Mit Gilon I. de Sully (auch Gile de Sully genannt) starb zu Beginn des 12. Jahrhunderts das letzte männliche Mitglied der Familie. Seine Tochter Agnès heiratete heimlich Wilhelm von Blois (französisch: Guillaume de Blois), Graf von Chartres, der deshalb von seinem Vater Stephan II. enterbt wurde, aber durch diese Verbindung in den Besitz Sully-sur-Loires kam. Wilhelms Nachkommen nannten sich nicht mehr „de Blois“, sondern „de Sully“ und sorgten so dafür, dass der Name nicht ausstarb.
Nach einem Streit Henris I. de Sully mit dem Bischof von Orléans konfiszierte dieser vor 1218 den Besitz und stellte ihn unter die Verwaltung des französischen Königshauses. Nachdem sich aber die beiden Streitparteien gütlich geeinigt hatten und Henri im März 1218 bereit war, entstandene Kosten zu erstatten, musste der französische König Philippe Auguste Burg und Ort an seinen legitimen Besitzer zurückgeben.
Louis de Sully hinterließ nach seinem Tod keine männlichen Erben. Die Schlosserbin, seine Tochter Marie, heiratete in erster Ehe Charles de Berry, comte de Montpensier, der jedoch kurz darauf starb, so dass die Seigneurie im Dezember 1382 wegen fehlenden männlichen Erben vom Orléaner Bischof Jean V. Nicot als erledigtes Lehen eingezogen wurde. Marie heiratete nur wenige Monate später in zweiter Ehe den Herzog Guy VI. de La Trémoïlle, der das Land 1383 für 330.000 Livres vom Bistum zurückkaufte. Sein Sohn Georges de La Trémoïlle, Kammerherr und Favorit Karls VII., gab im Juni 1429 in der damaligen Burg zu Ehren seines Königs und Jeanne d’Arcs diverse Feste und hielt Jeanne im März 1430 dort gefangen, um sie davon abzuhalten, weitere Kämpfe gegen englische Truppen zu führen. Sie konnte jedoch entkommen.

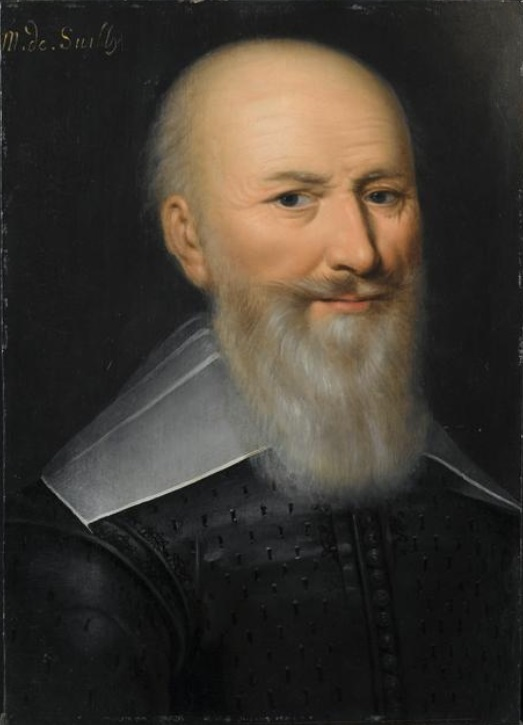
Unter Maximilien de Béthune wurde Sully-sur-Loire 1606 zum Herzogtum erhoben.

Georges’ Nachfahr Claude de La Trémoïlle trat zum reformierten Glauben über und kämpfte in der Armee Heinrichs von Navarra. Am 15. Juli 1602 veräußerte er Sully-sur-Loire für 126.000 Livres/42.000 Écus an den Minister Heinrichs IV., Maximilien de Béthune, marquis de Rosny. Mit ihm hatte er zuvor schon gemeinsam in den protestantischen Truppen gekämpft. Als Dank für Béthunes Verdienste erhob Heinrich IV. das Anwesen am 12. Februar 1606 zum Herzogtum mit Pairschaft (französisch: duché-pairie). Der Schlossherr hielt sich jedoch nur im Frühjahr und Herbst dort auf. Die übrige Zeit des Jahres verbrachte er im Schloss Villebon, während seine Frau Rachel de Conchefilet die Besitzungen des Schlosses in Sully-sur-Loire verwaltete.
Nach dem Tod Maximiliens folgte ihm im Dezember 1641 sein Enkel Maximilien François als Herzog und Besitzer nach. Während seiner Herrschaft fand im März 1652 der 14-jährige Ludwig XIV. mit seiner Mutter Anne d’Autriche in Begleitung des Kardinals Jules Mazarin und des Marschalls Henri de La Tour d’Auvergne, Vicomte de Turenne im Schloss Zuflucht vor der Fronde in Paris.
Die Anlage blieb bis in das 20. Jahrhundert im Besitz verschiedener Zweige der Familie de Béthune. Während dieser Zeit empfingen die Herzöge dort zahlreiche illustre Gäste, so zum Beispiel Lafayette nach seiner Rückkehr aus Amerika und Voltaire, der ab 1716 und 1729 nach Sully-sur-Loire ins Exil ging, nachdem er aus Paris verbannt worden war. Voltaire ließ im Grande Salle des Donjons seine Tragödien Artémise und Oedipus erstmals aufführen.
Letzte adlige Besitzerin war Mahaut Marie Jeanne de Béthune. Nach Zerstörungen des Schlosses im Zweiten Weltkrieg, während dessen dort ein deutscher Generalstab Quartier bezogen hatte, veräußerte sie einen Großteil des Schlossmobiliars, konnte die große Anlage aber aus finanziellen Gründen nicht mehr unterhalten. Für 85 Mio. ancien francs verkaufte sie das Schloss 1962 an das Département Loiret, das auch heute noch Eigentümer ist.
| 9. Jh.                               | Herchenault I., sire de Sully                                   |
| ?                                    | Herbert, sire de Sully                                          |
| 1000 bis 1035                        | Herchenault II., sire de Sully                                  |
| ab 1035                              | Archambault I., sire de Sully, Sohn Herchenaults II.            |
| ?                                    | Humbault, sire de Sully, Sohn Archambaults I.                   |
| bis 1100                             | Gilon I., sire de Sully, Bruder Humbaults                       |
| ab 1100                              | Guillaume de Blois, comte de Chartres, Schwiegersohn Gilons I.  |
| ?                                    | Archambaut II. de Sully, Sohn Guillaumes (auch Eudes genannt)   |
| ?                                    | Gilon II. de Sully, Sohn Archambauts II.                        |
| ?                                    | Archambault III., Sohn Gilons II.                               |
| ?                                    | Henri I. de Sully, Sohn Archambaults III.                       |
| bis 1269                             | Henri II. de Sully, Sohn Henris I.                              |
| ab 1269                              | Jean I. de Sully, Sohn Henris II.                               |
| bis 1285                             | Henri III. de Sully, Bruder Jeans I.                            |
| ab 1285                              | Henri IV. de Sully, Sohn Henris III.                            |
| bis 1343                             | Jean II. de Sully, Sohn Henris IV.                              |
| 1343 bis 1382                        | Louis de Sully, Sohn Jeans II.                                  |
| 1382 bis 6. Dezember 1382            | Charles de Berry, erster Schwiegersohn Louis’                   |
| 6. Dezember 1382 bis 1383            | Bistum Orléans                                                  |
| 1383 bis 1398                        | Guy VI. de La Trémoïlle, zweiter Schwiegersohn Louis’           |
| 1398 bis 6. Mai 1446                 | Georges de La Trémoïlle, Sohn Guys VI.                          |
| 6. Mai 1446 bis 1483                 | Louis I. de La Trémoïlle, erster Baron von Sully, Sohn Georges’ |
| 1483 bis 24. Februar 1525            | Louis II. de La Trémoïlle, Sohn Louis’ I.                       |
| 24. Februar 1525 bis 7. Februar 1541 | François de La Trémoïlle, Enkel Louis’ II.                      |
| 7. Februar 1541 bis 25. März 1577    | Louis III. de La Trémoïlle, Sohn François’                      |
| 25. März 1577 bis 15. Juli 1602      | Claude de La Trémoïlle, Sohn Louis’ III.                        |

| 15. Juli 1602 bis 21. Dezember 1641   | Maximilien de Béthune, duc de Sully, kaufte das Schloss von Claude                                   |
| 21. Dezember 1641 bis 11. Juni 1662   | Maximilien François de Béthune, Enkel Maximiliens                                                    |
| 11. Juni 1662 bis Juni 1694           | Maximilien Pierre François de Béthune, Sohn Maximilien François’                                     |
| Juni 1694 bis 24. Dezember 1712       | Maximilien Pierre François Nicolas de Béthune, Sohn Maximilien Pierre François’                      |
| 24. Dezember 1712 bis 2. Februar 1729 | Maximilien Henri de Béthune, Bruder Maximilien Pierre François Nicolas’                              |
| 2. Februar 1729 bis 9. April 1761     | Louis Pierre Maximilien de Béthune, entfernter Verwandter Maximilien Henris                          |
| 9. April 1761 bis 1786                | Maximilien Antoine Armand de Béthune, Cousin Louis Pierre Maximiliens                                |
| ab 1786                               | Maximilien Gabriel Louis de Béthune, letzter Herzog von Sully, Sohn Maximilien Antoine Armands       |
| bis 22. September 1807                | Maximilien Alexandre de Béthune, Sohn Maximilien Gabriel Louis’                                      |
| 22. September 1807 bis 1808           | Alexandrine Bernardine Barbe Hortense d'Espinay Saint-Luc, Mutter Maximilien Alexandres              |
| 1808 bis 1. März 1812                 | Marie Louis Eugène Joseph, comte de Béthune-Sully, Verwandter Alexandrine Bernardine Barbe Hortenses |
| 1. März 1812 bis 1832                 | Anne Albertine Joséphine Marie de Montmorency-Luxembourg, Witwe Marie Louis Eugène Josephs           |
| 1832 bis 1868                         | Maximilien Léonard Marie Louis Joseph de Béthune-Sully, Sohn Marie Louis Eugène Josephs              |
| 1868 bis 1908                         | Eugène de Béthune-Sully, Neffe Maximilien Léonard Marie Louis Josephs                                |
| 1908 bis 1962                         | Mahaut Marie Jeanne de Béthune-Sully, Enkelin Eugènes                                                |
| seit 1962                             | Département Loiret                                                                                   |